# ディーン・バトラー (俳優)
ディーン・バトラー（Dean Butler、1956年5月20日 - ）は、カナダの俳優。

## 出演作品
- 恋愛アカデミー／私の彼は13才
- ビビアンの旅立ち-離婚そして新しい出逢い-
- マリブ・ビーチ／夏の約束（ムーンドギー）
- 青春
- 大草原の小さな家（アルマンゾ）